# Жегра
Жегра (словац. Žehra) — село в окрузі Спішска Нова Вес Кошицького краю Словаччини. Площа села 9,66 км². Станом на 31 грудня 2015 року в селі проживало 2360 жителів.

## Історія
Перші згадки про село датуються 1245 роком.

## Географія
Протікає річка Бранисько.

## Населення
| Рік:            | 1994. | 2004.    | 2014.    | 2024.    |
| --------------- | ----- | -------- | -------- | -------- |
| Кількість осіб: | 1265  | 1696     | 2300     | 2767     |
| Різниця:        |       | +34,07 % | +35,61 % | +20,30 % |

| Рік:            | 2023. | 2024.   |
| --------------- | ----- | ------- |
| Кількість осіб: | 2736  | 2767    |
| Різниця:        |       | +1,13 % |